# Ernst Brüche
Ernst Carl Reinhold Brüche (n. 28 martie 1900 – d. 8 februarie 1985) a fost un fizician german.
În perioada 1928 - 1945, a fost director al laboratoarelor de fizică de la Allgemeine Elektrizitäts-Gesellschaft (AEG).
Aici studiază în special optica electronică și perfecționează microscopul electronic.
În perioada 1946 - 1951, este cercetător științific principal la Süddeutsches Laboratorium din Mosbach, iar din 1948 este director general al Physik-GmbH din același oraș.
În perioada 1944 - 1972, a fost editor la revista  Physikalische Blätter, publicație sub egida Societății Germane de Fizică (Deutsche Physikalische Gesellschaft).
Drept recunoștință pentru contribuțiile aduse în domeniul științei, în 1941 primește Medalia Liebniz, iar în 1972 i se decernează Medalia Max Born.